# Windsor (Virgínia)
Windsor é uma cidade  localizada no estado norte-americano de Virginia, no Condado de Isle of Wight.

## Demografia
Segundo o censo norte-americano de 2000, a sua população era de 916 habitantes.
Em 2006, foi estimada uma população de 2488, um aumento de 1572 (171.6%).

## Geografia
De acordo com o United States Census Bureau tem uma área de
2,2 km², dos quais 2,2 km² cobertos por terra e 0,0 km² cobertos por água. Windsor localiza-se a aproximadamente 22 m acima do nível do mar.

## Localidades na vizinhança
O diagrama seguinte representa as localidades num raio de 28 km ao redor de Windsor.